# 2022–2023 하퍼콜린즈 파업
2022-2023 하퍼콜린즈 파업은 하퍼콜린즈의 약 250명의 노동자들과 관련한 노동 파업이었는데, 뉴욕 맨하탄 도시 자치구에 본부를 둔 미국 출판 회사이다. '자동차 노동자 연대 (유에이더블유) 2110 지회'의 조합원들인, 노동자들이 2022년 11월 10일에 파업에 들어갔는데, 새로운 노동 계약에 대한 회사와의 협상 타결에 실패한 후에 말이다. 노조원들은 2023년 2월 21일에 업무에 복귀했는데, 그들이 처음부터 가져왔던 많은 걱정거리들을 해결하는 새로운 계약에 동의한 후에 그랬는데, 초임 급여의 인상을 그리고 일부 노동 규정에의 변경을 포함해서 말이다.
하퍼콜린즈는 미국에서 가장 큰 출판 회사들 중 하나이다. 2022년에, 그것은 약 4천 명의 전세계 노동자들을 가지고 있었는데, 맨하탄 본부의 약 250명의 이 노동자들이 ‘자동차 노동자 연대 2110 지회’에 의해 구성되면서 말이다. 그 노조 지회는 1940년대에 이전의 회사에서 만들어졌고 출판업계에서 사무직 노동자들을 대표하는, 유일한 노조들 중 하나로 독보적이었다. 2021년 12월 초에, 노조와 회사는 새로운 노동 계약에 대한 기간을 협상하기 시작했는데, 기존의 것이 12월 31일에 만료될 예정임에 따라서인데, 비록 계약이 다음 해로 협상이 계속됨에 따라서 연장되었지만 말이다. 하지만, 2022년 4월부로, 계약은 완전히 만료되었고 회사와 노조는 새로운 계약에 대한 안정된 합의에 도달하는데 여전히 어려움을 가지고 있었는데, 노조가 인상된 초봉을, 더 나아진 노조 활동 보장을, 인상된 육아휴직 수당을, 그리고 직장에서의 다양성에 대한 회사의 더 큰 배려를 요구하면서 말이다. 7월 20일에, 약 100명의 조합원들이 회사에 항의하기 위해 하루 파업에 들어갔는데, 브로드웨이 195번지의 그들의 본부 밖에서 선전활동을 하면서 말이다. 10월에, 노동조합원들은 압도적인 다수로 무기한 파업을 가결하는 것으로 투표했는데, 그것은 11월 10일에 선전활동과 함께 시작되었다.
파업 초부터, 알렉산더 치 그리고 로렌 그로프 같은, 많은 저명한 작가들이 파업참가자들에 대한 그들의 지지의 목소리를 냈고, 12월 8일에, 약 500명의 작가들이 회사 간부에게의 요구안에 서명했는데 파업 중단을 협상하도록 그들에게 촉구하면서인데, 많은 사람들이 그들이 찬성하지 않으려고 한다고 말하면서 그랬는데 노동 쟁의 행위 기간에 어떤 그들의 작품도 회사가 출판하는 것을 말이다. 2023년 1월말부로, 노사는 연방 중재에 합의했는데, 그것은 2월초에 시작되었다. 2월 9일에, 양측은 잠정 합의안을 발표했는데 다음 며칠 내에 노조는 그것의 조합원의 승인을 위해서 그것을 제출할 것이었다. 노동조합원들은 2월 16일에 합의안을 승인하기로 그리고 2월 21일에 업무에 복귀하기로 투표로 결정했는데, 파업을 중단하면서 말이다.
노동조합원들은 전체적으로 새로운 합의안을 성공으로 보았다. 합의안은, 2025년 12월 31일까지 적용될 그것은, 다음의 것들을 포함했는데, 그것들은 다른 것들 중에서, 2025년까지 4만5천에서 5만 달러로의, 초봉의 점진적 인상이고, 초과 그리고 원격 근무 규정에의 변경이고, 노조원들에게의 천오백 달러의, 한번의 상여금 지급이다. 노조원들과 많은 언론들은 또한 의견을 내놓았는데 파업의 결과들이 모든 출판업계에 반향을 일으킬 수 있었다는 의견인데, 많은 다른 회사들이 같은 시기에 그들의 초봉을 인상하기로 결정하면서 말이다.

## 배경
하퍼콜린즈는 미국 출판회사인데 뉴욕 맨하탄 도시 자치구의 브로드웨이 195번지에 본부를 두었다. 회사는, 루퍼트 머독이 이끄는 '뉴스 법인'이 소유한 그것은, "상위 네곳"의 영어 출판업체들 중 하나라는 평판이 있는데, 맥밀란 출판사, 펭귄 랜덤 하우스, 그리고 와일리와 함께 말이다. 2021년에, 약 250명의 노동자들이 '자동차 노동자 연대(유에이더블유) 2110 지회'의 조합원이었는데, 그 지회는 그 회사의 약 4000명의 전세계 노동자들의 일부를 대표하는 노동조합이다. 그 노조 지회는 1940년대에 그것의 역사를 시작하는데, 그때는 하퍼콜린즈의 전신이 되는 회사인, 하퍼 노동자들을 조직할 때였다. 1980년대에 자동차노조와 그 노조 지회는 결합되었다. 그것은 출판업계의 사무직 노동자들을 위해 만들어진 첫번째 중 하나였고, 2021년에, 그 회사는 미국에서 '상위 네곳' 중 유일한 것이었는데 그 네 회사들의 노동자들 일부를 대변하는 노조를 가지는 유일한 곳이었다. '빠른 회사[언론사]'의 2022년 사설에 따르면, 그 노조는 "그것의 수십년의 역사를 그리고 큰 단체로서의 명성을 가지는 그것은, 현재 그 분야에서 유일하다". 이 노조원들은, 대다수가 여성들인 그들은, 대다수가 회사의 다음의 부서들의 직원들이었는데 그것들은 기획, 편집, 법무, 거래, 홍보, 그리고 판매 부서이다. 2021년 12월에 시작해서, 회사와 노조의 대표들은 새로운 노동계약의 조항들을 협상하기 시작했는데, 기존의 것이 12월 31일에 만료될 예정임에 따라서 말이다. 하지만, 이 시한은 새로운 계약이 만들어지지 않은채 지났고, 양측은 기존 계약의 연장에 동의했는데 그들이 계속해서 새로운 것을 협상하는 동안에 말이다.
다음의 수개월의 협상에 걸쳐서, 2110 지회가 다음의 것들을 요구하면서, 양측은 협상을 타결하는데 실패했는데 그것은 노조원들을 위한 더 안정된 보호, 인상된 양육휴가 급여, 인상된 급여, 그리고 직장에서의 다양성을 향상시키는 회사의 노력이다. 첫번째 요구와 관련해서, 노조는 노조 보장 약속의 실행을 요구하고 있었는데 회사의 모든 여유가 있는 노동자들이 노조에 가입하도록 요구하는 약속이었는데, 노사 간의 합의에 있어온 조건이었는데, 그것이 없어진 1980년대 전에 말이다. 다음 두 가지 요구와 관련해서, 많은 언론들—2022년의 가디언을 포함해서—이 기사를 썼는데 저임금과 인종 다양성 부재라는 악명을 출판업계가 가지고 있다고 말이다. 같은 시기 즈음에 발행된 뉴욕타임즈의 많은 기사들이 낮은 평균임금을, 산업을 다양화하는데 방해물이라고 적었다. 이 시기 즈음에 발행된 ‘펜 어메리카’에 의한 기사에 따르면, 출판산업에서의 일자리들이 계속해서 백인에 의해 압도적으로 점유되었는데, 관리부와 다른 고위직들 사이에서 다양성이 감소하면서 말이다.
평균으로, 하퍼콜린즈의 노조원들은 연봉 5만5천 달러를 받았는데, 초봉 4만5천 달러로 시작했는데, 도시 편집자의 평균 급여가 약 8만5천 달러일 때 말이다. 이러한 초봉은 다른 출판사들과 비교할 만한데, 맥밀란은 초봉 4만2천 달러를 지급하고 야셰트 북 그룹은 생활비가 많이 드는 곳에 사는 노동자들에게 4만5천 달러를 지급한다. 하퍼콜린즈의 본사가 있는, 뉴욕시는 생활비가 비싼 곳인데, 많은 매체들이 보도하는데 그 도시 출판산업의 많은 신규 및 중간 경력의 노동자들은 부업에 혹은 가족 구성원이나 배우자의 경제적 지원에 자주 의존해야 한다고 보도하는데 거기에 살기 위해서 말이다. 초봉 3만3천5백에 2016년에 고용된 한 노동자의 경우에 대해 가디언이 보도했는데, “뉴욕시의 생활 임금보다 훨씬 적은” 임금이었다고 그들이 말했다. 결과적으로, 노조는 인상을 요구했는데 초봉으로 4만5천에서 5만 달러로 말이다. 협상이 진행 중이었던 시기에, 하퍼콜린즈는 2021년에 수익 기록을 경신했는데, 코로나 19 감염병 유행 기간에 기록 성장을 보아왔던 다른 출판 회사들과 함께 말이다. 하지만, 2022년 후반에, 회사는 순매출 11퍼센트 하락과 수익 54퍼센트 하락을 발표했는데, 3천9백만 달러로 말이다. 협상과 관련해서, ‘지회 2110 회장 올가 브루다스토바는 말했다, “하퍼콜린즈는 기록을 경신하는 수익을 발표하고 있어왔다. 보상은 물가 상승의 속도를 따라가지 못 하고 있고 우리 노조원들이 회사에 기울이는 노력을 반영하지 않는다”.
4월 초에, 지회 2110 조합원들은 계약서 없이 일하기 시작했는데 협상이 여전히 진행 중일 때 말이다. 7월 20일에, 약 100명의 노조원들과 다른 지지자들이 회사 본부 밖에서 피켓을 들었는데 회사를 비판하는 하루 파업 행동으로 말이다. 10월에, 수개월 간의 협상 후에, 노조원들이 무기한 파업을 투표로 가결했는데, 약 95.1퍼센트 찬성표로 말이다. 이것은 같은 달에 진행되었는데 회사가, 비용 감축 조치로, 6명의 노조원들을 포함한, 많은 노동자들의 해고를 발표했던 달이었다. 11월 9일에, 브루다스토바는 해고가 “비인간적”이라고 말했고 더 나아가서 발언했다, “지난주 후반에, 회사는 이메일로 우리에게 통보했는데 그들이 더이상의 협상 기간을 계획하고 싶지 않고 우리의 마지막 제안을 거절할 것이라고 말이다. 우리는 이제 정보를 가지고 있는데 사측이 비노조원들에게 지시해서 파업에 대한 어떠한 언급도 하지 말라고 시키고 있고 그것을 언급하는 우리 노조원들의 비공식적 대화를 무시하려고 계획하고 있다는 정보이다. 해고와 협상 결렬 모두에 대응해서, 회사를 상대로 부당노동행위 진정을 노조는 제기했는데 '전국 노사관계과'에 말이다. 그에 대응해서, 회사 대변인은 발표했다, "하퍼콜린즈는 많은 제안들에 동의해왔는데 '자동차 노동자 노조연대'가 새로운 계약에 포함시키려고 하고 있는 제안들 말이다. 우리는 합의가 이루어지지 않았음에 실망스럽고 선한 의지로 계속해서 협상할 것이다". 계획된 파업은 노동조합에 대한, 전국적 지지 상승 시기에 이루어졌는데, 국민의 약 71퍼센트가 그들에 대한 긍정적 시각을 드러냈는데, 1965년 이후로 가장 높은 비율이었다. 파업은 1974년의 17일 파업 이후로 지역 노조로서는 첫번째 것임에 틀림없었다.

## 파업의 과정
파업은 11월 10일, 목요일에 시작되었는데, 약 백 명의 선전물을 든 사람들이 회사의 맨하탄 본부 밖에서 시위를 했다. 많은 선전물들은, ‘브루클린의 프로스펙트 공원’에서의 노조 행사 기간에 만들어졌던 그것들은, 하퍼콜린즈에서 출판되었던 책에 있는 말장난을 포함했는데, “야생의 것들이 정당한 보수를 못 받는 곳” 그리고 “만약에 당신이 쥐와 정당한 계약을 하지 않는다면” 같은 것들이었다. 파업의 시작부터, 많은 작가들이, 하퍼콜린즈에서 책을 출판했던 사람들을 포함한 그들이, 파업에 대해 그들의 지지를 발표했는데 알렉산더 치, 로렌 그로프, 그리고 다니엘 호세 올더 같은 사람들이다. 11월 23일에, 노조는 발표했는데 그들이 사측과 대화를 못 해왔었고 당시에 더이상의 협상에 대한 계획이 아무 것도 없다고 말이다. 당시의 파업참가자들은 파업 수당으로 주당 400달러를 받았다. 12월 6일, 여러 주의 파업 후에, 하퍼콜린즈 최고경영자 브라이언 머레이는 공개서한을 발표했는데 거기서 그는 뉴욕시에 있는 경쟁사보다 많은 초봉 뿐만 아니라, 많은 다른 노동자 수당을 회사가 제공하고 있다고 말했고, 노조는 머레이에 따르면, 조합비를 내지 않는 노동자들을 해고하게끔 회사를 강제할 노조 보장 조항을 강화하려 하고 있다고 말했다. 노조는 다음과 같은 말로 대답했는데 회사가 사실을 왜곡하고 있고 그들의 요구가 관철될 때까지 그들이 끝까지 파업할 결심을 했다는 말이었다. 12월 8일에, 약 500명의 작가들에 의해 연명된 편지가, 콰미 알렉산더, 바바라 킹솔버, 그리고 자클린 우드슨을 포함한 작가들에 의한 그것이, 머레이와 하퍼콜린즈 아동 도서 책임자 수잔 머피에게 보내졌고 그것은 파업참가자들과의 연대를 표명했고 파업이 끝날 때까지, 그들은 그들의 작품 그 어느 것이라도 하퍼콜린즈에서 출판하지 않겠다고 말했다. 12월 16일에, 노조는 브로드웨이 195번지 밖에서 집회를 열었는데 알 에프 쿠앙을 포함한, 여러 작가들이 선두에 섰다. 같은 시기에, ‘미국 출판 저작권 대리인 연대’에 의해 215명의 출판 저작권 대리인들에 대해 실시된 조사는 다음과 같이 나타났는데 응답자 중 약 79.1퍼센트가 파업에 대해 일정 정도의 지지를 표명했는데, 1퍼센트 미만이 반대한 반면에 말이다.
2023년 1월 26일에, 노사는 ‘연방 중재 및 화해 서비스’가 실시하는 중재에 그들이 들어가기로 합의했다고 발표했는데, 그 절차가 좁혀지지 않는 이견을 해소하는데 도움을 줄 수 있을 거라고 양측이 낙관을 하면서 말이다. 하지만, 1월 31일에, 양측이 중재에 들어가기 며칠 전에, 회사는 그들의 북미 인력의 5퍼센트를 그들이 감축할 거라고 발표했는데, 작년의 그들의 해고에 뒤이은 지속적 비용 감축 조치들을 언급하면서 말이다. 브루다스토바는 말했는데 노조는 사전에 이것에 대해 공유받지 못 했고 그것이 2110 지회에 미칠 영향을 그들이 조사할 것이라고 말이다. 중재 후에, 2월 9일 밤에, 노사는 발표했는데 그들이 파업을 중지하는 임시 합의에 이르렀다고 말이다. 협상에 대해 보도하면서, 워싱턴 포스트는 적었는데 노조가 다음날 노조원들에게 합의의 세부사항들을 공유할 것으로 보이고 그 주 후반에 표결에 부칠 것이라고 말이다.
2025년 12월 31일까지 유효할, 제안된 계약 조항 상으로, 계약이 통과되면 초봉을 4만5천 달러에서 4만7천5백 달러로 인상하기로 회사는 동의했는데, 2024년 초에 4만8천5백 달러 그리고 2025년 초에 5만 달러로 인상되는 액수로 말이다. 추가로, 현직 노조원들은 천5백 달러의 상여금 일시불을 받을 것이고, 연봉 6만 달러 미만을 받는 노조원들은 사전에 관리자 승인을 받지 않고 주당 2시간의 잔업 수당을 청구할 수 있을 것이다. 노조원들은 또한 2023년 7월까지 원격으로 계속해서 일하도록 허용될 것인데, 그때 그들은 사무실 근무로 복귀해야 하는데 다른, 비조합원들이 하듯이 말이다. 계약은 또한 “한쪽의 애로사항을 논의하는” 노사 양쪽 구성원들로 구성된 위원회를 만들 것이고 회사로 하여금 노조의 “환영 편지”를 제공하도록 강제할 것인데 채용되는 신입 노동자들에게 주어지는 업무 꾸러미에 말이다. 2월 16일에, 노조원들은 2월 21일에 합의안을 통과시키고 업무에 복귀하기로 투표로 결정했다.

## 이후 상황
약 3개월 지속되면서, 파업은 2110 지회 역사상 가장 긴 것이었고, 대체로, 합의의 내용이 노조원들에게 긍정적으로 인식되었다. 덧붙여서, 스테파니 거단, 협력 편집자이자 2110 지회의 지회장인 그녀는, 합의가 전체적으로 산업계에서 연쇄 효과를 가질 것이라고 그녀는 믿는다고 말했는데, “우리는 이미 출판계에서 변화를 일으켰는데 왜냐하면 이번 달에 맥밀란과 야셰트 둘모두가 그들의 신입 연봉을 4만7천5백 달러로 인상했기 때문이다. 그리고 나는 그들의 회사에서 [노조가] 결성되는 것에 대한 두려움과 이 인상 사이에 직접적인 연관성을 명확히 보고 있다”고 말했다. ‘퍼블리셔즈 위클리[주간 출판계]’의 2023년 기사는 비슷하게 파업이 산업계에서 더 많은 임금으로 이어질 수 있다고 보도했지만, 그것이 “비현실적인 재정적 기대”를 고착화함으로써 작은 출판사들에게 손해를 끼칠 수 있다고 보도했는데, 덧붙여서, 출판업계가 감염병 유행 시기에 큰 성장을 했지만, 전체 산업은 작은 잉여 수익으로 계속해서 운영된다고 보도했다.